# Tom & Jerry (montaña rusa)
Tom & Jerry es una montaña rusa infantil de acero en Parque Warner Madrid, en San Martín de la Vega, Comunidad de Madrid, España. La montaña rusa está nombrada y tematizada sobre la base de Tom y Jerry.

## Historia
La montaña rusa (en aquel entonces llamada Boardwalk Canyon Blaster) fue adquirida por Six Flags Fiesta Texas en el año 2000, pero nunca fue montada debido a que el parque superó su presupuesto anual. En 2001, la atracción fue reubicada en el Parque Warner Madrid (entonces llamado Warner Bros. Movie World Madrid), donde reabrió como Tom & Jerry el 6 de abril de 2002.